# Ewald Brüggemann
Ewald Brüggemann (* 18. August 1918 in Löhne-Obernbeck; † 15. August 2008) war ein deutscher Politiker der CDU.

## Ausbildung und Beruf
Ewald Brüggemann besuchte die Volksschule und die Handelsschule. 1933 trat er eine Lehre bei der Deutschen Reichsbahn an und absolvierte die kaufmännische Berufsschule und die Eisenbahnfachschule. Ab 1949 war er als Sachbearbeiter für Personalangelegenheiten bei verschiedenen Dienststellen der Deutschen Bundesbahn tätig.

## Politik
Ewald Brüggemann war Vorstandsmitglied der CDU-Kreispartei Herford und des Löhner CDU-Stadtverbandes sowie stellvertretender Vorsitzender der Kommunalpolitischen Vereinigung des Kreises Herford. In der Gemeinde Gohfeld war er von 1956 bis 1968 Ratsmitglied. Von 1961 bis 1968 wirkte er als Mitglied der Amtsvertretung des Amtes Löhne. Ab 1963 wurde er Mitglied des Kreistages des Landkreises Herford und ab 1975 fungierte er als Ratsmitglied der Stadt Löhne.
Ewald Brüggemann war vom 27. Oktober 1969 bis zum 25. Juli 1970 Mitglied des 6. Landtages von Nordrhein-Westfalen, in den er nachrückte.